# Майское (Куркинский район)
Майское — деревня в Куркинском районе Тульской области России.
В рамках административно-территориального устройства относится к Ивановской волости Куркинского района, в рамках организации местного самоуправления включается в Михайловское сельское поселение.

## География
Расположена на реке Рыхотка (притоке Дона), на самой границе с Данковским районом Липецкой области, в 15 км к северо-востоку от райцентра, посёлка городского типа  Куркино, и в 105 км к юго-востоку от областного центра, г. Тулы. 

## История
В 1961 году указом Президиума Верховного Совета РСФСР деревня Грязновка переименована в Майское.

## Население
| 2010 |
| ---- |
| 12   |